# 대주주
대주주란 기업의 주식을 많이 소유한 사람을 말하며, 가장 지분이 많은 사람은 최대주주라 일컫는다. 그 많다는 기준은 일상용어에서는 명확히 정의되지 않으나, 세법상으로는 매 해 주식이 거래되는 마지막 날을 기준으로 주식평가액의 합계액이 얼마 이상 혹은 시가총액의 특정 비율 이상인 사람을 대주주로 정의한다.

## 대주주의 판정
대주주의 판정은 주주명부의 기록을 토대로 한다. 즉 결제일 기준으로 그 전해 12월의 장 마지막 날 가진 주식의 양으로 판단한다. 자세한 것은 주주명부에서 확인 가능하다.

## 세법상의 정의
2016년 현재 대한민국의 세법에서는, 대주주란 주주 1인과 기타 주주가 소유하고 있는 주식 등의 합계 액이 1%(코스닥은 2%) 이상이거나 그 주식 등의 시가총액이 25억원(코스닥은 20억 원) 이상인 경우로 정의한다.

## 양도시의 세금
상장주식의 경우 일반 주주가 주식을 매도할 때는 증권거래세(매도금액 x ( 거래세 0.15% + 농특세 0.15% ))만을 징수하나, 대주주가 주식을 매도할 때는 추가로 양도소득세를 징수한다. 대주주가 된 당해 주식을 매도하면 30%의 양도소득세를, 그 다음 해 매도하면 20%의 양도소득세를 징수한다. 이는 국세만을 계산한 것으로, 지방세를 합치면 대주주의 입장에서는 각각 33%와 22%의 세금을 납부해야 한다.

## 참고 문헌
1. ↑  국세청 홈페이지, 2016
2. ↑  국세청이 당신에게 알려주지 않는 세금의 진실(2014 최신 세법 반영, 전면 개정판), 류성현, 2014, 리더스북